# Xã Versailles, Quận Brown, Illinois
Xã Versailles (tiếng Anh: Versailles Township) là một xã thuộc quận Brown, tiểu bang Illinois, Hoa Kỳ. Năm 2010, dân số của xã này là 750 người.